# Тамаоани (Галац)
Тамаоани (рум. Tămăoani) насеље је у Румунији у округу Галац у општини Фрумушица. Oпштина се налази на надморској висини од 38 m.

## Становништво
Према подацима из 2002. године у насељу је живело 1024 становника, од којих су сви румунске националности.